# Montse Virgili
Montse Virgili (Tarragona, 7 de setembre de 1976) és una periodista catalana. Des de 2019 és directora del programa de Catalunya Ràdio Les dones i els dies. Anteriorment, ha sigut presentadora o directora d'altres programes de la mateixa emissora, com ara Estat de Gràcia, Interferències i Cabaret elèctric (icat).
Com a periodista, ha col·laborat en diversos mitjans, fent crítica cultura i literària a La Vanguardia i al Diari Ara. El 2021 va guanyar el premi de comunicació no sexista atorgat per l'Associació de Dones Periodistes de Catalunya.